# Rafael Canogar
Rafael Canogar (ur. 17 maja 1935 w Toledo) – hiszpański malarz i rzeźbiarz abstrakcjonista. 
Członek Królewskiej Akademii Sztuk Pięknych św. Ferdynanda.